# Rivoluzione industriale svizzera
La  Rivoluzione industriale svizzera fu un fenomeno che anticipò quello di molti altri paesi: La data iniziale e finale della prima industrializzazione secondo gli storici è fissata nell'arco temporale tra il 1760 e il 1830. In Svizzera l'industrializzazione incominciò verso la fine del 1700, ma per imitare il processo di industrializzazione Inglese si dovevano possedere terre fertili e coltivabili, materie prime e sbocchi sul mare, che a differenza di Francia, Belgio e Germania, la Svizzera non aveva. Ma nonostante tutto già nei primi anni del 1800 era uno dei paesi maggiormente industrializzati, punto di forza fu l'industria del cotone che tra il 1801 e i 1814 fu quasi totalmente meccanizzata. Rimaneva comunque il problema del carbone, così dal 1886 grazie alla presenza delle montagne e alla grande quantità di corsi d'acqua la Svizzera incominciò a produrre ingenti quantità di energia idraulica, che venne utilizzata per alimentare i vari processi industriali. L'industrializzazione fu agevolata per diversi aspetti:
- Manodopera con elevato livello di istruzione;
- Disponibilità di capitali;
- Esportazione di manufatti per finanziare l'importazione di generi alimentari;
- Vicinanza tra i protagonisti politici ed economici.

Le esportazioni erano rappresentate da manufatti elaborati come orologi, macchine e tessuti di lusso. A partire dal 1870 la Svizzera incominciò ad effettuare investimenti diretti in altri paesi. Infatti prima della prima guerra mondiale la Svizzera possedeva il 18% delle multinazionali presenti in tutto il mondo, cosa sconvolgente perché la popolazione Svizzera rappresentava solo il 2% della popolazione mondiale.